# Eurosurveillance
Eurosurveillance ist eine wissenschaftliche Fachzeitschrift, die vom europäischen Zentrum für die Prävention und die Kontrolle von Krankheiten (ECDC) veröffentlicht wird. Die Zeitschrift wurde 1995 gegründet und bis zum März 2007 gemeinsam von der Europäischen Kommission, dem Institut de veille Sanitaire (Paris) und der Health Protection Agency (London) finanziert. Seit dem März 2007 wird sie von der ECDC in Stockholm herausgegeben. Derzeit erscheint die Zeitschrift wöchentlich. Es werden Arbeiten zur Epidemiologie, Überwachung und Vorbeugung von Infektionskrankheiten veröffentlicht. Alle Artikel sind online frei verfügbar.
Der Impact Factor lag im Jahr 2018 bei 7,4. Nach der Statistik des ISI Web of Knowledge wird das Journal mit diesem Impact Factor in der Kategorie Infektionskrankheiten an sechster Stelle von 78 Zeitschriften geführt.
Chefherausgeberin ist Ines Steffens (Europäisches Zentrum für die Prävention und die Kontrolle von Krankheiten, Stockholm, Schweden).